# Артур Аллерс
Артур Аллерс (норв. Arthur Allers, 6 жовтня 1875 — 28 червня 1961) — норвезький яхтсмен.
Олімпійський чемпіон 1920 року в класі 12 метрів (правила 1919 року).